# Asymbolus analis
Asymbolus analis är en hajart som först beskrevs av Ogilby 1885.  Asymbolus analis ingår i släktet Asymbolus och familjen rödhajar. IUCN kategoriserar arten globalt som otillräckligt studerad. Inga underarter finns listade.

## Bildgalleri

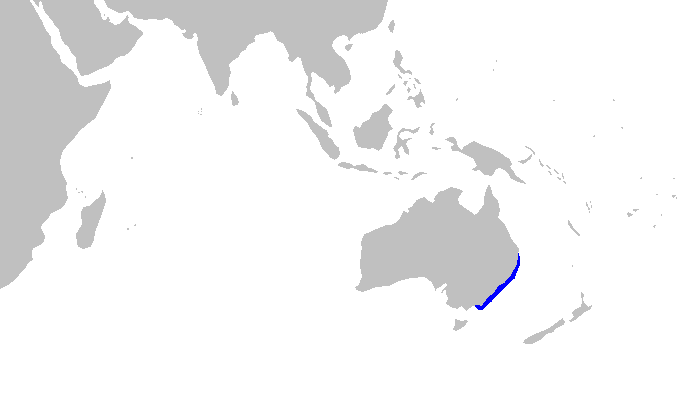